# Einigen

Historisches Luftbild von Walter Mittelholzer von 1932

Einigen ist ein Ortsteil (Bäuert) der Gemeinde Spiez im Verwaltungskreis Frutigen-Niedersimmental des Schweizer Kantons Bern mit 1605 Einwohnern (Stand 2012). Durch das Bäuertgebiet fliesst seit der Kanderkorrektion die Kander in den Thunersee. Bis 1833 war Einigen eine selbständige Gemeinde.

## Geschichte
Einigen wurde 1228 erstmals als Ceningen erwähnt und war bis ins 18. Jahrhundert als Zeinigen bekannt. Die Bäuert besteht aus dem Dorf Einigen, Einzelhöfen und Taunerhäuser auf Allmendland. Einigen gehörte zum Hoch- und Niedergerichtsbezirk Spiez, der 1338 von den Freiherren von Strättlingen an die  von Bubenberg, 1506 an die von Diesbach, 1516 an die 
von Erlach und 1839 an den Kanton Bern überging. Die Kirchgemeinde Einigen ging 1761 in der Kirchgemeinde Spiez auf, wobei sie Kirche und Schule behalten konnte.  Ein Begehren um erneute Verselbstständigung blieb 1798 erfolglos, und 1834 wurde Einigen Teil der Einwohnergemeinde Spiez.
Ursprünglich waren die Einwohner vorwiegend im Reb-, Obst- und Ackerbau sowie in der Fischerei beschäftigt. Wegen der Kanderableitung von 1714 mussten eine neue Landstrasse nach Thun und eine Brücke über den Kandergraben erstellt werden. Die Bevölkerung nahm von 1764 (187 Einwohner) bis 1900 (290) kaum zu. Erst im 20. Jahrhundert führte die bessere Verkehrserschliessung durch die Bern-Lötschberg-Simplon-Bahn 1906, den Schifflandesteg (Ländte) 1929 und die A6 zu neuen Erwerbsmöglichkeiten (Kanderkieswerk 1913, Tourismus, Kleingewerbe) und einem starken Bevölkerungswachstum.
Während des Zweiten Weltkriegs wurde die Sperrstelle Einigen erste Sperre beim Réduiteingang am linken Thunerseeufer. Dabei wurde der Kandergraben (Kanderdurchstich) als natürliches Hindernis in die Sperre einbezogen. Sie gilt als militärhistorisches Denkmal von nationaler Bedeutung.

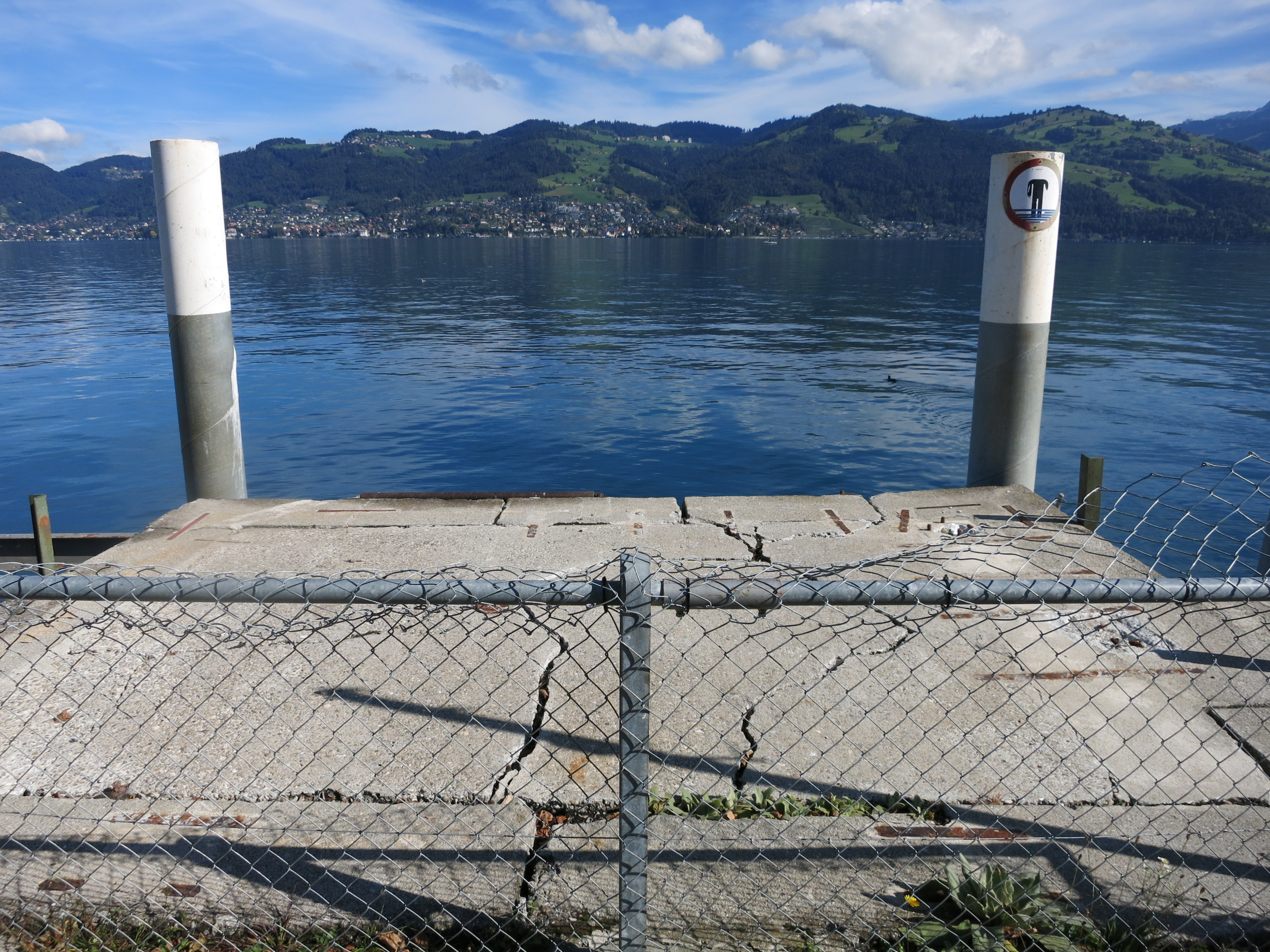
Ländte Einigen vor der Sanierung (2015)

Seit 2007 wurde Einigen von den Schiffen der BLS-Schifffahrt Berner Oberland nicht mehr angefahren, weil sich die Schiffländte (Schiffslandesteg) in einem desolaten Zustand befand. Der 2014 gegründete Verein Schiffländte Einigen sammelte Geld, damit die Sanierung erfolgen konnte. Seit dem Auffahrtswochenende 2016 und im Sommerfahrplan wird die Ländte Einigen wieder von den BLS-Schiffen angefahren.

## Kirche
Die Kirche von Einigen ist eine ehemalige Wallfahrtskirche, die dem heiligen Michael geweiht war und erstmals 1228 erwähnt wird. Die bestehende Kirche stammt aus dem 10. bis 11. Jahrhundert, geht in ihren Ursprüngen aber bereits auf das 7. Jahrhundert zurück. Sie soll, nach Aussage der Strättliger-Chronik, die Mutterkirche der sogenannten «zwölf Thunerseekirchen» Amsoldingen, Aeschi, (Einigen) Frutigen, Hilterfingen, Leissigen, Scherzligen, Sigriswil, Spiez, Thierachern, Thun und Uttigen gewesen sein. Die Kirche wurde 1954/55 von dem Architekten und Bildhauer Erwin Friedrich Baumann renoviert.